# Izumo Taisha
Izumo Taisha (出雲大社?   literalmente “Gran Santuario de Izumo”, también conocido como Izumo Ōyashiro) es uno de los santuarios sintoístas más antiguos e importantes en Japón. Se localiza en la ciudad de Izumo, a 30 kilómetros de Matsue, capital de la prefectura de Shimane, en el extremo oeste de la isla de Honshu. Legendariamente, fue fundado en los tiempos mitológicos por Amaterasu Ōmikami.

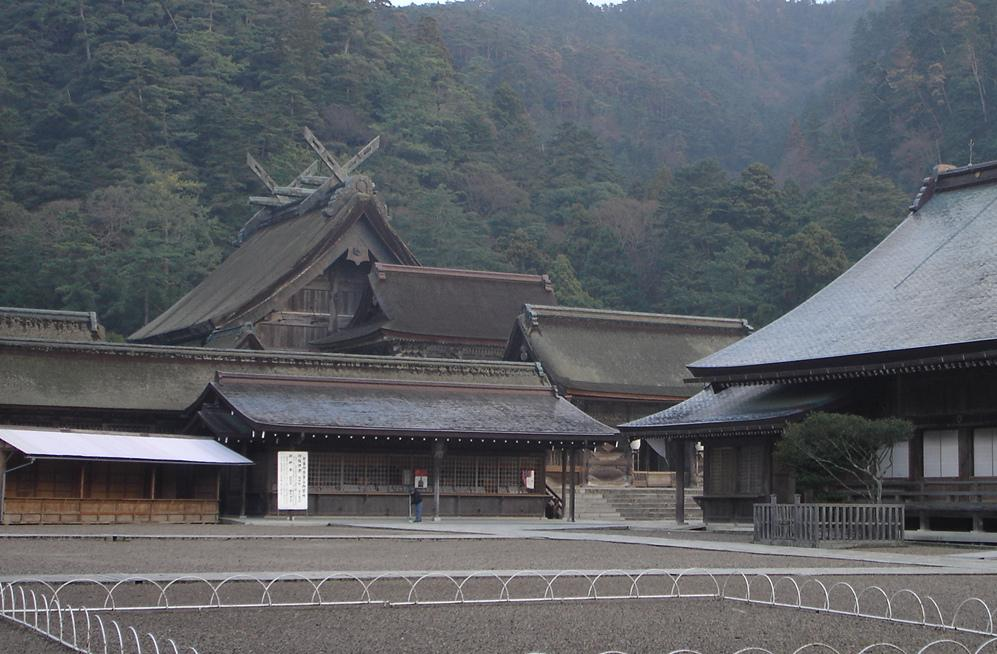
Santuario Interior (Honden) del Izumo Taisha.

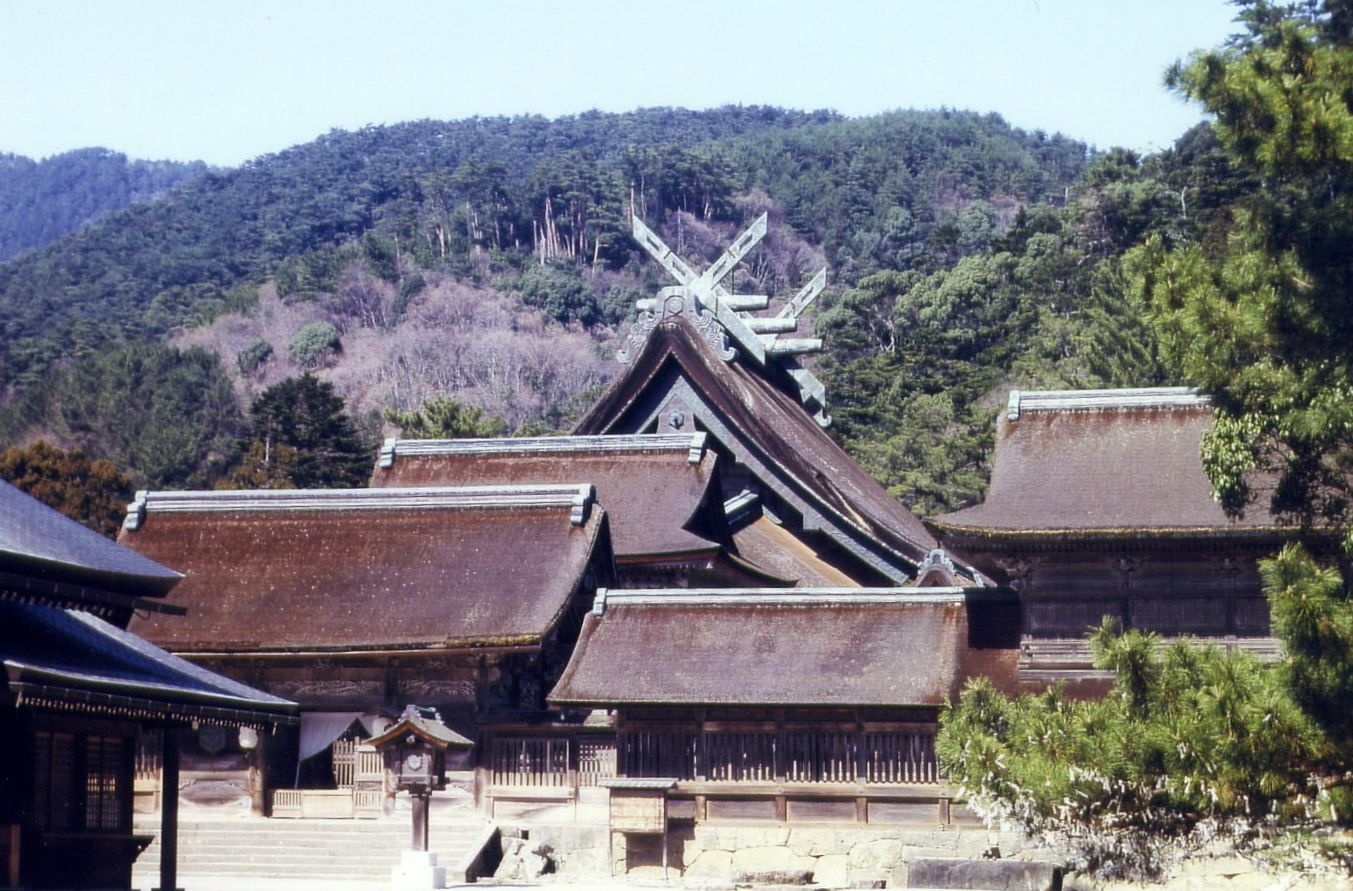
Panorámica del Santuario de Izumo.

Este santuario está dedicado a los kamis Ōkuninushi (大国主大神 Ōkuninushi-no-ōkami?), divinidad legendaria fundadora del Japón, maestro de los espíritus y kami del matrimonio y a los kamis celestiales Kotoamatsukami. El estilo arquitectónico del Izumo Taisha es conocido como Taisha-zukuri, con estructuras sencillas de madera sin pintura, inicialmente único en este santuario pero luego llegó a ser popular. Antiguamente el santuario tenía un mayor tamaño al actual, corroborado con el descubrimiento de restos de enormes pilares. El santuario es considerado un Tesoro Nacional.

## Fundación

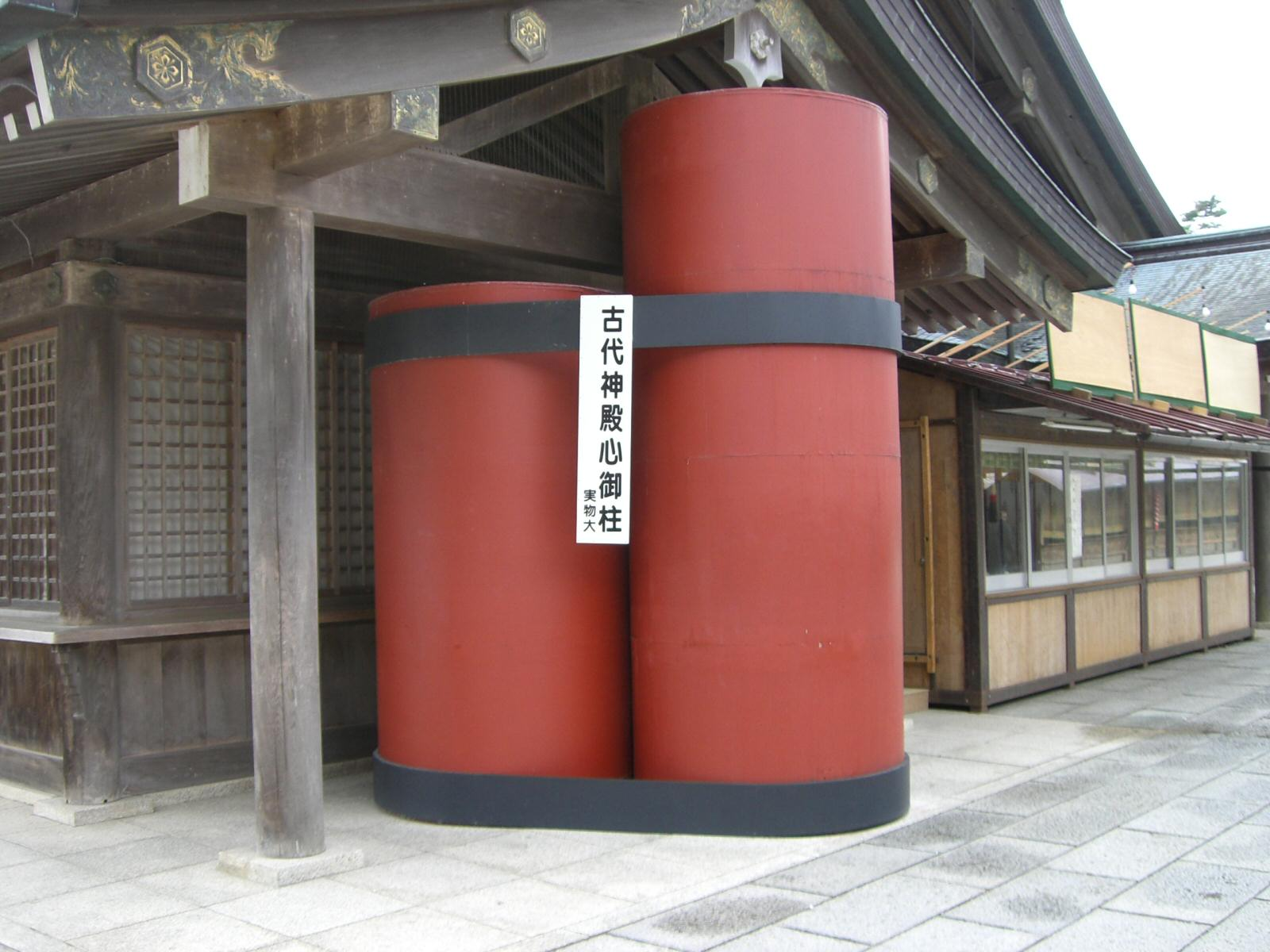
Réplica de los antiguos pilares centrales (shin-no-mihashira) del Izumo Taisha.

La fundación del santuario se remonta hasta los tiempos míticos; las primeras referencias históricas del Izumo Taisha son el Kojiki y el Nihonshoki, los dos libros más antiguos escritos en Japón, durante el siglo VIII. Ambos libros relatan que Ōkuninushi, descendiente del kami Susanoo, había unificado la región de Izumo y estaba bajo su mando; legendariamente, se le atribuye la creación de la agricultura, de las medicinas y del matrimonio.
Amaterasu Ōmikami, deidad del sol y del mundo celestial, deseó que dicha región estuviera bajo su jurisdicción y envió a su nieto Ninigi-no-mikoto con el fin de negociar con Ōkuninushi y ceder esta región. Finalmente, Ninigi se convertiría en el nuevo regente de Izumo y sería el antecesor del Emperador de Japón. Amaterasu estuvo agradecida con la acción y ofrece a Ōkuninushi el santuario de Izumo Taisha como su lugar de adoración.

## Religión

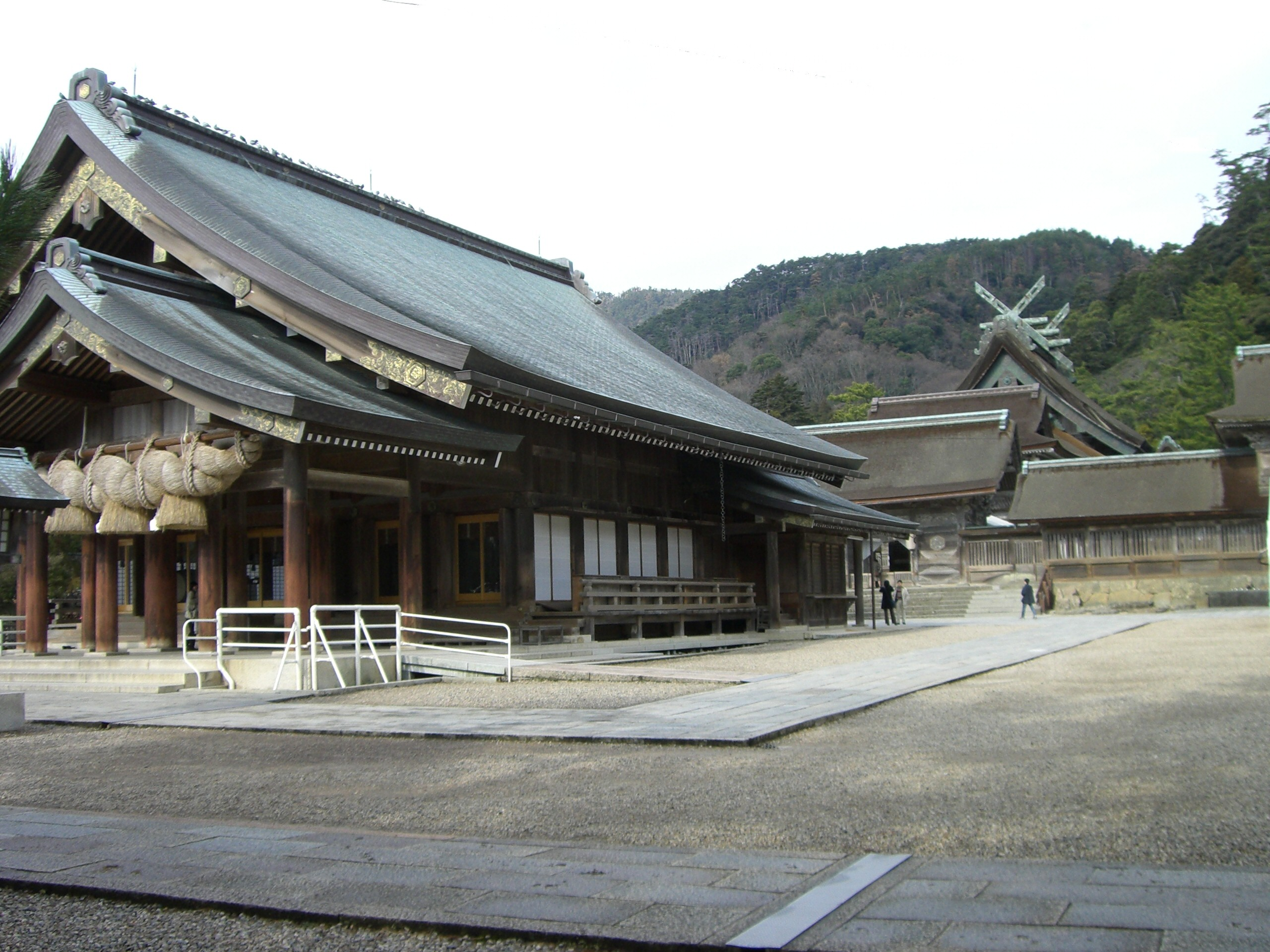
A la izquierda, el Haiden (Santuario Exterior); al fondo, el Honden (Santuario Interior).

Históricamente, este santuario ha tenido una influencia nula con el sincretismo budista, contrario a la mayoría de los santuarios Shintō en Japón. No ha habido ninguna estatua budista en Izumo Taisha.
El clero del santuario está representado por miembros hereditarios de la familia Senge. El sumo sacerdote es conocido como Kokuzō; legendariamente, Ame-no-hohi-no-mikoto, segundo hijo de Amaterasu, fue el primer sumo sacerdote del santuario. Tras el sumo sacerdote sigue el kyōtō (教頭?   , vice-sumo sacerdote), dos gongūji (勤宮司?   , asistente del sumo sacerdote), los negi (禰宜?   , sacerdote jefe), sus asistentes los gonnegi (権祢宜?   , suplente del sacerdote jefe), seguido por los kujō (宮掌 sacerdote?) y finalmente los shuten.
La doctrina que se practica en el santuario es conocido como Izumo Ōyashiro-kyō, y su líder es el kyōtō.

## Arquitectura

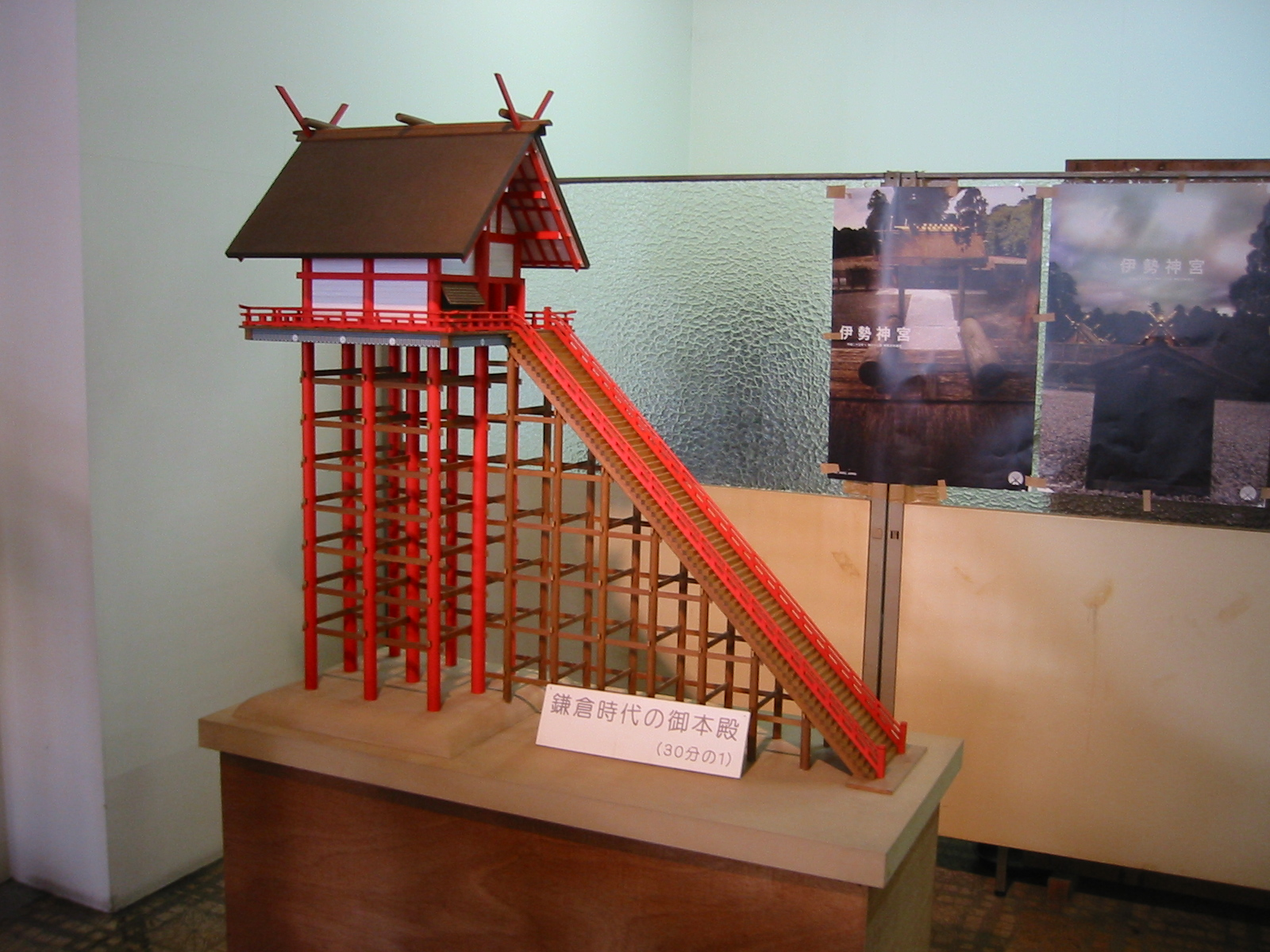
Réplica del primer santuario en Izumo Taisha.

El estilo arquitectónico del santuario es conocido como taishazukuri (大社造?), considerado el estilo más antiguo entre los santuarios. La característica sobresaliente es que el santuario está elevado sobre pilastras con una escalinata como acceso principal; se cree que este estilo es heredado de los antiguos graneros elevados que eran comunes en la región. También otra característica de este estilo son los acabados sencillos de madera sin pintura.
Según las crónicas, el santuario original tenía una altura de 50 metros, lo que convertía en la estructura de madera más grande del país. Se cree que durante el año 1200, ocurrió una serie de incendios que devastó el santuario y debió ser reconstruido con la altura actual de 25 metros. El santuario principal actual fue reconstruido en 1744, con unas ligeras modificaciones posteriormente.
Izumo Taisha consiste de varias edificaciones, entre las que sobresalen el Santuario Interior (本殿 Honden?), que es el santuario principal; y frente a éste se encuentra el Santuario Exterior (拝殿 Haiden?). El tamaño del Haiden es mucho mayor al del Honden. 
También cerca del Honden se encuentra el Mikei, un pozo cuya agua es usada para preparar los alimentos sagrados que son usados como ofrenda. Otra edificación importante es el Kaguraden (神楽殿?   , salón de kagura), lugar donde se realizan las plegarias, y se destaca en su parte frontal un gigantesco shimenawa (注連縄?   , soga sagrada del santuario) hecho de paja.

## Ceremonias

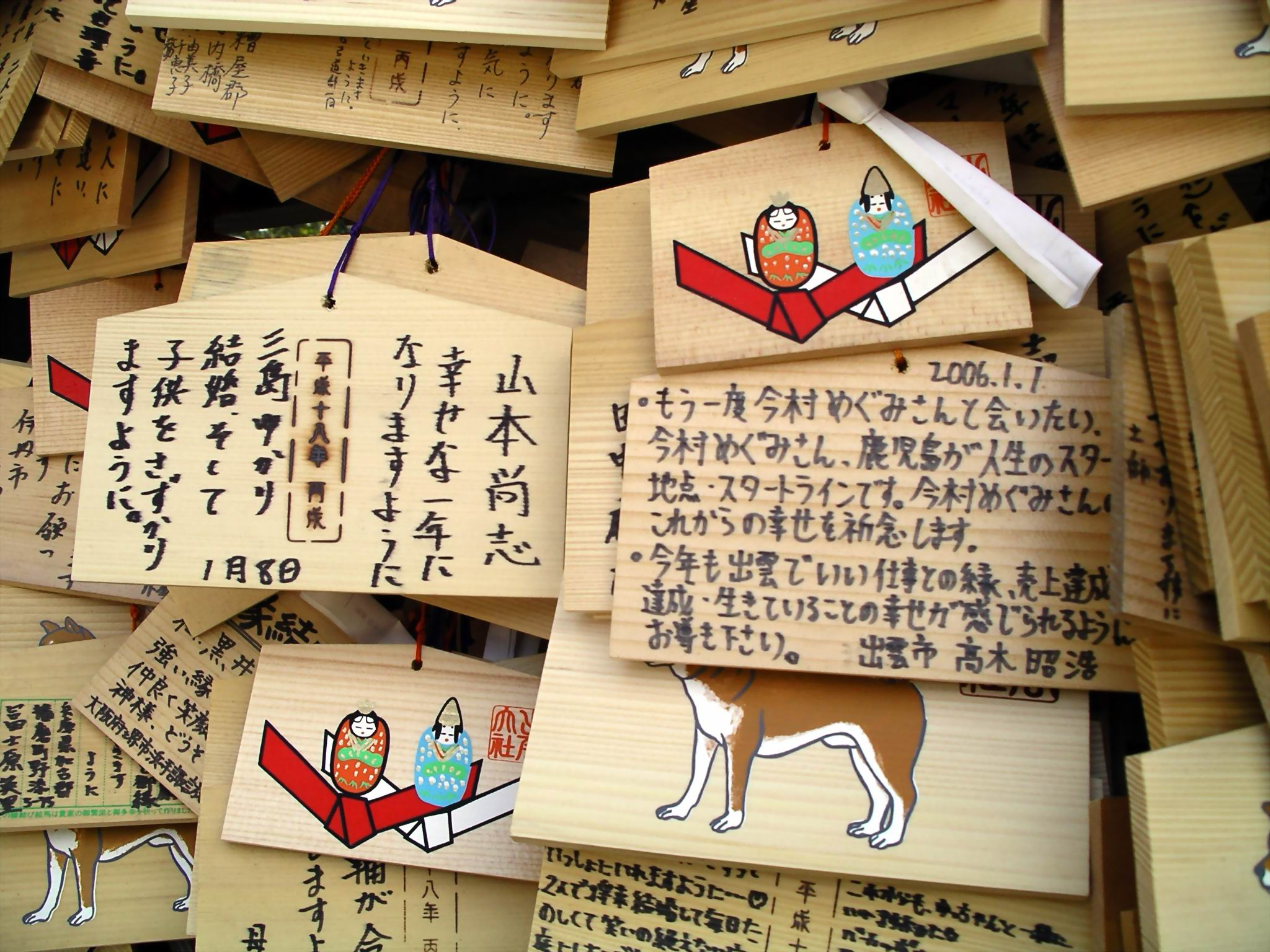
Colección de ema en Izumo Taisha.

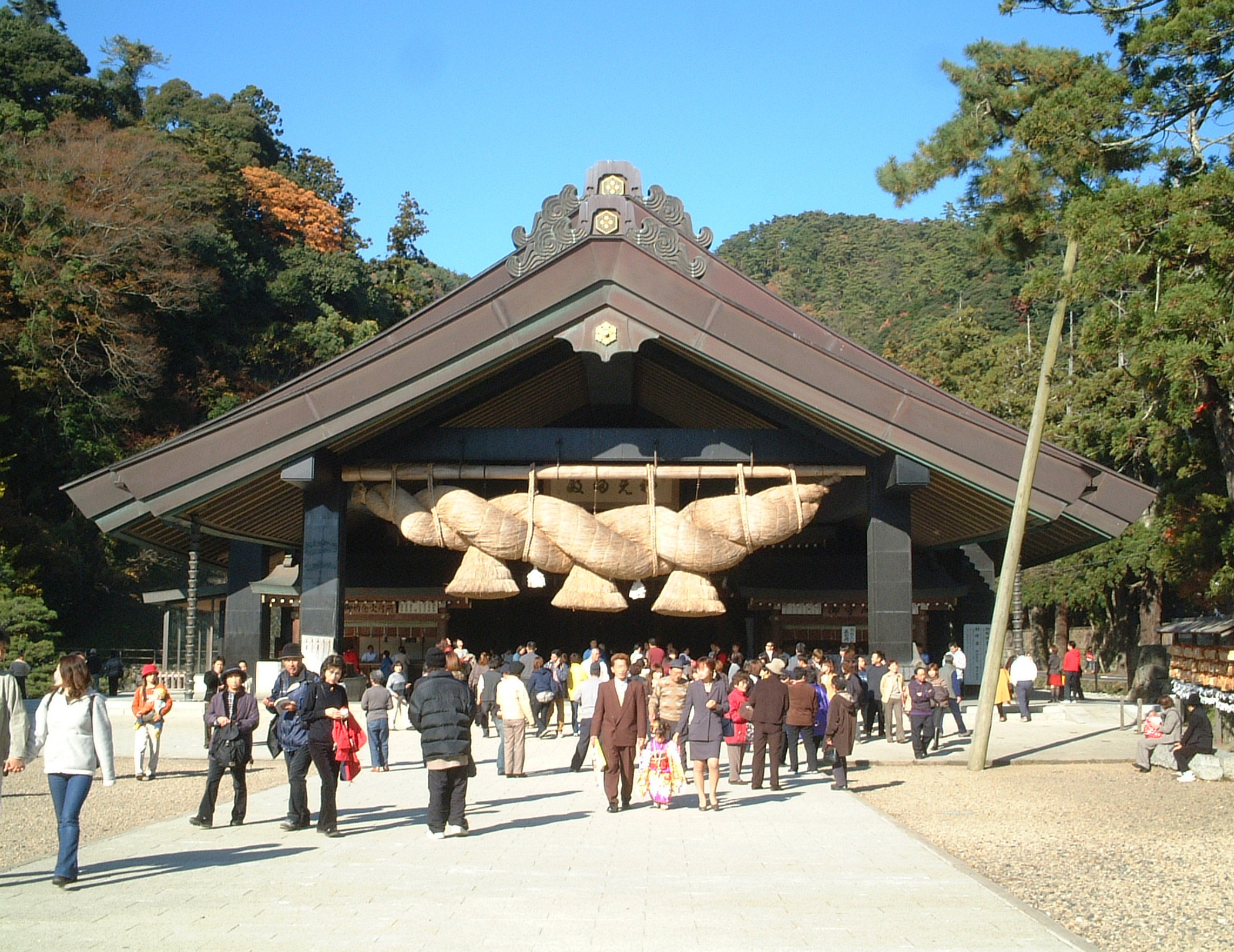
Kaguraden.

El santuario posee un calendario propio consistente en unas quince ceremonias y festivales. Izumo Taisha es conocido desde tiempos antiguos como un lugar especial para contraer matrimonio.
- 1 de enero: Ōmikesai (大饌祭?), ceremonia de entrega de ofrendas a los dioses;
- 3 de enero: Fukugeisai (福迎祭?), ceremonia para traer la buena suerte;
- 5 de enero: Sekkyōhajimesai (説教始祭?), ceremonia del inicio de los sermones;
- Año nuevo lunar: Fukukamisai (福神祭?), ceremonia de los dioses de la buena suerte;
- 17 de febrero: Kikokusai (祈穀祭?), ceremonia de plegaria a los cereales;
- 1 de abril: Kyōsosai (教祖祭?), ceremonia de la fundación;
- 14 – 16 de mayo: Festival anual;
- 1 de junio: Ryōdensai (凉殿祭?);
- 5 de agosto:  Sōhakusai (爪剥祭?);
- 6 – 9 de agosto: Izumo Taisha-gyō-taisai (出雲大社教大祭?);
- 14 de agosto: Kamikōsai (神幸祭?), ceremonia de la bendición de los dioses;
- Décimo día del décimo mes del calendario lunar: Kamigeisai (神迎祭?), ceremonia de la llegada de los dioses;
- Del undécimo día al decimoséptimo día del décimo mes del calendario lunar: Kamiarisai (神在祭?), festival de la presencia de los dioses. Tanto el Kamigeisai como el Kamiarisai son considerados los festivales más importantes del Izumi Taisha, en donde los kami se reúnen en este lugar, y es llamado este mes como kamiaritsuki (神在月?   , el mes en que los dioses están presentes), en contraposición al resto del país que llama este mes kannazuki (神無月?   , el mes sin dioses).[1]
- 23 de noviembre: Kenkokusai (献穀祭?), ceremonia de ofrecimiento de cereales; esta festividad es análoga al Niinamesai;
- 15 de diciembre: Shaonsai (謝恩祭?) y Kannōsai (勧農祭?), ceremonias de acción de gracias y de apoyo a la agricultura;
- 20 de diciembre: Osusuharai (御煤払?), limpieza tradicional de fin de año;
- 23 de diciembre: Tenchō-setsusai (天長節祭?), festival del cumpleaños del emperador;
- 31 de diciembre: Ōharai (大祓?) y Joyasai (除夜祭?), ceremonia de purificación y festival de Nochevieja.